# 栅纹锦鱼
栅纹锦鱼（学名：Thalassoma fuscum）为隆头鱼科锦鱼属的鱼类。分布于太平洋西部至中部、北至日本、台湾岛以及南海诸岛等。